# Eva Karlsson
Eva Karlsson (n. 21 septembrie 1961, Karlskoga, Comitatul Örebro, Suedia) este o caiacistă ce a reprezentat Suedia, medaliată olimpică. A participat la o ediție a Jocurilor Olimpice (1984) în care a câștigat o medalie de argint.

## Participări
Lista de mai jos prezintă principalele competiții la care a participat Eva Karlsson de-a lungul carierei.
- canoeing at the 1984 Summer Olympics – women's K-4 500 metres[*]